# Paul Williams (boxeador)
Paul Williams (Augusta, 27 de julio de 1981) ex boxeador profesional estadounidense. Apodado The Punisher (‘el castigador’) ha peleado en tres categorías distintas peso wélter, peso superwélter y peso mediano. Además, ha sido campeón del mundo CMB (Consejo Mundial de Boxeo) peso wélter y campeón interino OMB peso mediano. Durante gran parte de 2010 la prensa especializada en general lo ubicaba como uno de los cinco mejores boxeadores libra por libra del mundo.  El 27 de mayo de 2012 un accidente en moto dejó a Williams inválido de la cintura hacia abajo.

## Carrera profesional
Paul Williams ganó el título vacante OMB de la NABO peso wélter al vencer, el 27 de mayo de 2006, al argentino Walter Darío Matthysse por nocaut técnico en el décimo asalto. Luego de un par de peleas se enfrentó el 14 de julio de 2007 al mexicano Antonio Margarito, a quien venció por decisión unánime y ganó así el título del mundo OMB peso wélter. En su primera defensa perdió el título y además su invicto ante Carlos Quintana por decisión unánime, pero en su siguiente pelea enfrentaría al mismo rival a quien vencería por nocaut técnico en el primer asalto, logrando otra vez el cetro OMB peso wélter.
Luego subió a la categoría superwélter donde venció a Verno Phillips y se quedó con el título interino OMB. Después, venció al argentino Sergio Martínez por puntos en un fallo discutido. Vence a Kermit Cintrón cuando éste se lesiona en el cuarto asalto, no pudiendo continuar con la pelea. El 20 de noviembre de 2010 sufre su 2.º derrota y más duro revés de su carrera al perder por un nocaut espectacular en el segundo asalto ante el argentino Sergio Martínez en donde estaba en disputa el título mundial CMB peso mediano.

## Accidente
El día domingo 27 de mayo de 2012, Paul Williams se dirigía en moto al casamiento de su hermano y sufrió un accidente en el cual golpeó su columna y se rompió la médula espinal. Esto produjo que Paul perdiera la movilidad de sus piernas. Según sus médicos no podría volver a caminar y mucho menos volver a boxear, pero él no pierde las esperanzas.

## Récord profesional
| 41 Ganadas (27 ko, 13 decisiones, 1 descalificación), 2 Derrotas (1 ko, 1 decision), 0 Draws |        |                        |      |                               |            |                                                             |                                                                 |
| Res.                                                                                         | Record | Rival                  | Tipo | Rd., Tiempo                   | Día        | Lugar                                                       | Notas                                                           |
| Victoria                                                                                     | 41-2   | Nobuhiro Ishida        | UD   | 12 (12)                       | 2012-02-18 | American Bank Center, Corpus Christi, Texas                 | Gana título vacante International Silver peso mediano.          |
| Victoria                                                                                     | 40–2   | Erislandy Lara         | MD   | 12 (12)                       | 2011-07-09 | Boardwalk Hall, Atlantic City, Nueva Jersey                 | Pelea eliminatoria por título CMB peso superwélter.             |
| Derrota                                                                                      | 39–2   | Sergio Martínez        | KO   | 2 (12), 1:10                  | 2010-11-20 | Boardwalk Hall, Atlantic City, Nueva Jersey                 | Pelea por título CMB peso mediano.                              |
| Victoria                                                                                     | 39–1   | Kermit Cintrón         | TD   | 4 (12)                        | 2010-05-08 | Home Depot Center, Carson, California                       |                                                                 |
| Victoria                                                                                     | 38–1   | Sergio Martínez        | MD   | 12                            | 2009-12-05 | Boardwalk Hall, Atlantic City, Nueva Jersey                 |                                                                 |
| Victoria                                                                                     | 37–1   | Winky Wright           | UD   | 12                            | 2009-04-11 | Mandalay Bay Resort & Casino, Las Vegas, Nevada             |                                                                 |
| Victoria                                                                                     | 36–1   | Verno Phillips         | TKO  | 8 (12), 3:00                  | 2008-11-29 | Citizens Business Bank Arena, Ontario, California           | Gana título interino OMB peso superwélter.                      |
| Victoria                                                                                     | 35–1   | Andy Kolle             | TKO  | 1 (10), 1:37                  | 2008-09-25 | Soboba Casino, San Jacinto, California                      |                                                                 |
| Victoria                                                                                     | 34–1   | Carlos Quintana        | TKO  | 1 (12), 2:15                  | 2008-06-07 | Mohegan Sun Casino, Uncasville, Connecticut                 | Gana título OMB peso wélter.                                    |
| Derrota                                                                                      | 33–1   | Carlos Quintana        | UD   | 12                            | 2008-02-09 | Pechanga Resort & Casino, Temecula, California              | Pierde título OMB peso wélter.                                  |
| Victoria                                                                                     | 33–0   | Antonio Margarito      | UD   | 12                            | 2007-07-14 | Home Depot Center, Carson, California                       | Gana título OMB peso wélter.                                    |
| Victoria                                                                                     | 32–0   | Santos Pakau           | TKO  | 6 (10), 2:16                  | 2006-11-04 | Mandalay Bay Resort & Casino, Las Vegas, Nevada             |                                                                 |
| Victoria                                                                                     | 31–0   | Sharmba Mitchell       | KO   | 4 (12), 2:57                  | 2006-08-19 | Reno Events Center, Reno, Nevada                            | Retiene título OMB NABO y CMB Estados Unidos USNBC peso wélter. |
| Victoria                                                                                     | 30–0   | Walter Dario Matthysse | TKO  | 10 (12), 1:56                 | 2006-05-27 | Home Depot Center, Carson, California                       | Gana título vacante OMB NABO peso wélter                        |
| Victoria                                                                                     | 29–0   | Sergio Rios            | KO   | 2 (10), 2:24                  | 2006-04-12 | Tachi Palace Hotel & Casino, Lemoore, California            | Gana título CMB Estados Unidos USNBC peso wélter.               |
| Victoria                                                                                     | 28–0   | Alfonso Sánchez        | KO   | 5 (10), 1:12                  | 2005-12-02 | Tachi Palace Hotel & Casino, Lemoore, California            |                                                                 |
| Victoria                                                                                     | 27–0   | Marteze Logan          | UD   | 8                             | 2005-09-30 | Cache Creek Casino Resort, Brooks, California               |                                                                 |
| Victoria                                                                                     | 26–0   | Terrance Cauthen       | UD   | 10                            | 2005-04-22 | Chumash Casino, Santa Ynez, California                      |                                                                 |
| Victoria                                                                                     | 25–0   | Sammy Sparkman         | TKO  | 4 (8)                         | 2004-11-11 | Hilton Towers Hotel, Washington D. C., Washington           |                                                                 |
| Victoria                                                                                     | 24–0   | Javier Hector Valadez  | TKO  | 1 (10), 1:08                  | 2004-09-23 | HP Pavilion, San José, California                           |                                                                 |
| Victoria                                                                                     | 23–0   | Luis Hernández         | UD   | 10                            | 2004-05-07 | Foxwoods Resort, Mashantucket, Connecticut                  |                                                                 |
| Victoria                                                                                     | 22–0   | Rodolfo Gómez          | TKO  | 4 (10), 2:43                  | 2004-02-06 | Desert Diamond Casino, Tucson, Arizona                      |                                                                 |
| Victoria                                                                                     | 21–0   | Arturo Rodríguez       | KO   | 1 (8)                         | 2003-11-07 | Desert Diamond Casino, Tucson, Arizona                      |                                                                 |
| Victoria                                                                                     | 20–0   | Benjie Marquez         | DQ   | 3 (6)                         | 2003-08-26 | Sandia Casino, Albuquerque, Nuevo México                    |                                                                 |
| Victoria                                                                                     | 19–0   | Earl Jackson           | TKO  | 2 (6), 2:52                   | 2003-01-03 | Thunderbird Wild West Casino, Norman, Oklahoma              |                                                                 |
| Victoria                                                                                     | 18–0   | Joshua Onyango         | UD   | 6                             | 2002-10-18 | HSBC Arena, Búfalo, Nueva York                              |                                                                 |
| Victoria                                                                                     | 17–0   | Gary Grant             | TKO  | 2 (6)Georgia (Estados Unidos) | 2002-07-27 | Jarrell's Gym, Savannah, Georgia                            |                                                                 |
| Victoria                                                                                     | 16–0   | Laatekwei Hammond      | UD   | 6                             | 2002-04-05 | Alumni Arena, Búfalo, Nueva York                            |                                                                 |
| Victoria                                                                                     | 15–0   | Agustín Silva          | UD   | 4                             | 2002-01-04 | American Airlines Arena, Miami, Florida                     |                                                                 |
| Victoria                                                                                     | 14–0   | Mahan Washington       | TKO  | 3 (6), 1:44                   | 2001-12-07 | Fantasy Springs Resort Casino, Indio, California            |                                                                 |
| Victoria                                                                                     | 13–0   | Willie McDonald        | TKO  | 1                             | 2001-09-29 | Savannah, Georgia                                           |                                                                 |
| Victoria                                                                                     | 12–0   | Robert Muhammad        | TKO  | 5                             | 2001-08-25 | Savannah, Georgia                                           |                                                                 |
| Victoria                                                                                     | 11–0   | Rhon Roberts           | TKO  | 4                             | 2001-07-03 | Six Flags Over Georgia, Atlanta, Georgia                    |                                                                 |
| Victoria                                                                                     | 10–0   | Miguel Aquila          | TKO  | 3                             | 2001-03-31 | Augusta, Georgia                                            |                                                                 |
| Victoria                                                                                     | 9–0    | Henry Hawkins          | TKO  | 1                             | 2001-01-27 | Augusta, Georgia                                            |                                                                 |
| Victoria                                                                                     | 8–0    | Miguel Aquila          | TKO  | 2                             | 2000-12-14 | Columbus, Georgia                                           |                                                                 |
| Victoria                                                                                     | 7–0    | Rohan Nanton           | TKO  | 1                             | 2000-12-09 | Charlotte, Carolina del Norte                               |                                                                 |
| Victoria                                                                                     | 6–0    | Eleser Ortega          | TKO  | 1                             | 2000-10-28 | Jarrell's Gym, Savannah, Georgia                            |                                                                 |
| Victoria                                                                                     | 5–0    | James Young            | TKO  | 3                             | 2000-10-19 | Columbus, Georgia                                           |                                                                 |
| Victoria                                                                                     | 4–0    | Adrian McNeil          | KO   | 1                             | 2000-09-30 | Augusta, Georgia                                            |                                                                 |
| Victoria                                                                                     | 3–0    | Richard Burns          | KO   | 1 (4)                         | 2000-08-18 | SE Livestock Pavilion, Ocala, Florida                       |                                                                 |
| Victoria                                                                                     | 2–0    | Matt Hill              | TKO  | 1                             | 2000-08-01 | Washington, District of Columbia                            |                                                                 |
| Victoria                                                                                     | 1–0    | Jeremy Mickelson       | PTS  | 4                             | 2000-07-21 | Greensboro Coliseum Complex, Greensboro, Carolina del Norte | Debut Profesional.                                              |